# Пренерон
Пренеро́н (фр. Préneron) — коммуна во Франции, находится в регионе Юг — Пиренеи. Департамент — Жер. Входит в состав кантона Вик-Фезансак. Округ коммуны — Ош.
Код INSEE коммуны — 32332.

## География
Коммуна расположена приблизительно в 600 км к югу от Парижа, в 95 км западнее Тулузы, в 27 км к западу от Оша.
На востоке коммуны протекает река Гиру, а на западе — река Озу.

## Климат
Климат умеренно-океанический. Лето жаркое и немного дождливое, температура часто превышает 35 °С. Зимой часто бывает отрицательная температура и ночные заморозки. Годовое количество осадков — 700—900 мм.

## Население
Население коммуны на 2010 год составляло 144 человека.
| 1962 | 1968 | 1975 | 1982 | 1990 | 1999 | 2010 |
| ---- | ---- | ---- | ---- | ---- | ---- | ---- |
| 143  | 105  | 113  | 137  | 132  | 142  | 144  |

## Администрация
| Период | Период | Фамилия        | Партия | Примечания |
| ------ | ------ | -------------- | ------ | ---------- |
| 2001   | 2014   | Жильбер Вержес |        |            |
| 2014   | 2020   | Ги Фаварель    |        |            |

## Экономика
В 2010 году среди 88 человек трудоспособного возраста (15-64 лет) 71 были экономически активными, 17 — неактивными (показатель активности — 80,7 %, в 1999 году было 63,3 %). Из 71 активных жителей работали 66 человек (37 мужчин и 29 женщин), безработных было 5 (2 мужчин и 3 женщины). Среди 17 неактивных 8 человек были учениками или студентами, 5 — пенсионерами, 4 были неактивными по другим причинам.